# برونو فيغا
برونو فيغا هو لاعب كرة قدم برازيلي في مركز الهجوم، ولد في 9 يناير 1990 في ميسكيتا في البرازيل. لعب مع نادي جوينفيل ونادي ساو كايتانو ونادي فلومينينسي ونادي فيلا نوفا ونادي موجي ميريم ونادي ناوتيكو.

## وصلات خارجية
- برونو فيغا على موقع قاعدة بيانات كرة القدم.إي يو (الإنجليزية)
- برونو فيغا على موقع Soccerway.com (الإنجليزية)